# Keston Julien
Keston Anthony Julien (Port of Spain, 26 oktober 1998) is een profvoetballer uit Trinidad en Tobago die als verdediger bij AS Trenčín speelt.

## Clubcarrière

### AS Trenčín
Julien maakte zijn debuut voor AS Trenčín tegen Slovan Bratislava op 25 februari 2007.

## Statistieken
| Seizoen | Club       | Land      | Competitie   | Duels | Goals |
| ------- | ---------- | --------- | ------------ | ----- | ----- |
| 2018/19 | AS Trenčín | Slowakije | Fortuna Liga | 9     | 0     |